# C/2011 L4
Komet C/2011 L4 (Pan-STARRS) är en icke-periodisk komet som upptäcktes i juni 2011. Den blev synlig för blotta ögat när den närmade sig periheliepassage i mars 2013. Den upptäcktes med kartläggningsteleskopet Pan-STARRS vid Haleakala, på Maui i Hawaii, därav namnet.

Skenbar magnitud vid upptäckten var 19. I maj 2012 hade ljusstyrkan ökat till magnitud 13,5. I oktober hade komat runt kometen expanderat till 120 000 km i diameter.
Närmast Jorden kom kometen den 5 mars 2013, när avståndet var 1,10 au (astronomiska enheter), d.v.s. något större än avståndet mellan Jorden och Solen. Periheliepassage skedde den 10 mars 2013. Ursprungliga beräkningar förutsade en skenbar magnitud 0,0, när kometen blir som ljusstarkast. En beräkning i oktober 2012 gav vid handen en ljusstyrka på -4. Under de följande månaderna utvecklades inte ljusstyrkan efter beräkningarna och när den blev som ljusstarkast nådde den endast kring ca. magnitud 1. Det gjorde den dock väl synlig för ögat.

Pan-STARRS har förmodligen varit på väg från Oort-molnet i årmiljoner. När den passerat Solen förväntas den ha förvandlats till en periodisk komet med omloppstid på ungefär 110 000 år.

## Namngivning
En icke-periodisk komet får en vetenskaplig beteckning bestående av Komettyp/Upptäcktsår/Upptäcktsperiod. Den komet som i media fått namnet Pan-STARRS har därför det vetenskapliga namnet C/2011 L4 eftersom den är icke-periodisk, upptäckt 2011, som den fjärde upptäckten under den första halvan av juni månad.
Efter att ha rundat solen i mars 2013 förvandlas den till en periodisk komet. Det betyder emellertid inte att den får beteckningen P/2011 L4. För att få beteckningen P krävs att omloppstiden är kortare än 200 år eller att man har bekräftat observationer av minst två periheliepassager. Däremot betyder den nyvunna periodiciteten att den får namn efter de upptäckare som stod bakom teleskopet. I media och allmänt tal lär nog kometen däremot fortsätta heta "Pan-STARRS". Mer om namngivning av kometer.